# Station Woszczele
Station Woszczele is een spoorwegstation in de Poolse plaats Woszczele.